# Jiří Korec (politik)
Jiří Korec (* 19. června 1986 Zlín) je český politik a technik, v letech 2016 až 2020 a opět od roku 2022 zastupitel Zlínského kraje, od roku 2018 primátor města Zlína (předtím v letech 2016 až 2018 náměstek primátora), člen hnutí ANO.

## Život
V letech 2002 až 2006 vystudoval Střední průmyslovou školu Zlín a v následujících letech pak absolvoval obory kybernetika, biomedicínské inženýrství a management na Českém vysokém učení technickém v Praze (získal dva tituly Ing., a to v letech 2011 a 2012).
Po škole pracoval jako vedoucí technického oddělení v soukromé firmě MEDETRON zabývající se výrobou měřicí techniky pro zdravotnictví.
Jiří Korec žije ve městě Zlín.

## Politická kariéra
V komunálních volbách v roce 2014 byl jako nestraník za hnutí ANO 2011 zvolen zastupitelem města Zlína. V září 2016 se stal náměstkem primátora města poté, co rezignoval jeho stranický kolega Dalibor Stříbný. Jako náměstek má na starosti kulturu, bydlení, informační technologie nebo investiční akce.
V krajských volbách v roce 2016 byl už jako člen hnutí ANO 2011 zvolen zastupitelem Zlínského kraje. Ve volbách v roce 2020 mandát obhajoval, ale neuspěl (stal se prvním náhradníkem). Nicméně v září 2022 rezignoval jeho stranický kolega a on se dne 3. září 2022 stal novým zastupitelem kraje. V krajských volbách v roce 2024 obhajoval jako člen hnutí ANO post zastupitele Zlínského kraje, mandát se mu podařilo obhájit.
V komunálních volbách v roce 2018 obhájil za hnutí ANO 2011 post zastupitele města Zlína. V rámci kandidátky získal nejvíce preferenčních hlasů a nakonec se dne 1. listopadu 2018 stal primátorem města Zlína. Koalici utvořilo vítězné hnutí ANO 2011, druhé hnutí STAN, čtvrtá KDU-ČSL, šestá ODS a sedmí Piráti. Vzhledem k jeho věku (v době zvolení primátorem mu bylo 32 let) se jednalo o doposud nejmladšího představitele města Zlín v historii.
V komunálních volbách v roce 2022 obhájil za hnutí ANO 2011 post zastupitele města Zlína, a to jako lídr tamní kandidátky hnutí. Dne 20. října 2022 byl po druhé zvolen primátorem města, když vítězné hnutí ANO uzavřelo koalici s ODS, KDU-ČSL a Piráty.
V únoru 2025 informoval zpravodajský server iROZHLAS o šestidenní cestě Korce, jeho náměstka Miroslava Chalánka z ODS a jedné úřednice do Číny v listopadu 2024. Náklady cesty pro zlínskou radnici činily 238 tis. Kč, není přitom jasné, co cesta přinesla.